# Иконоборчество

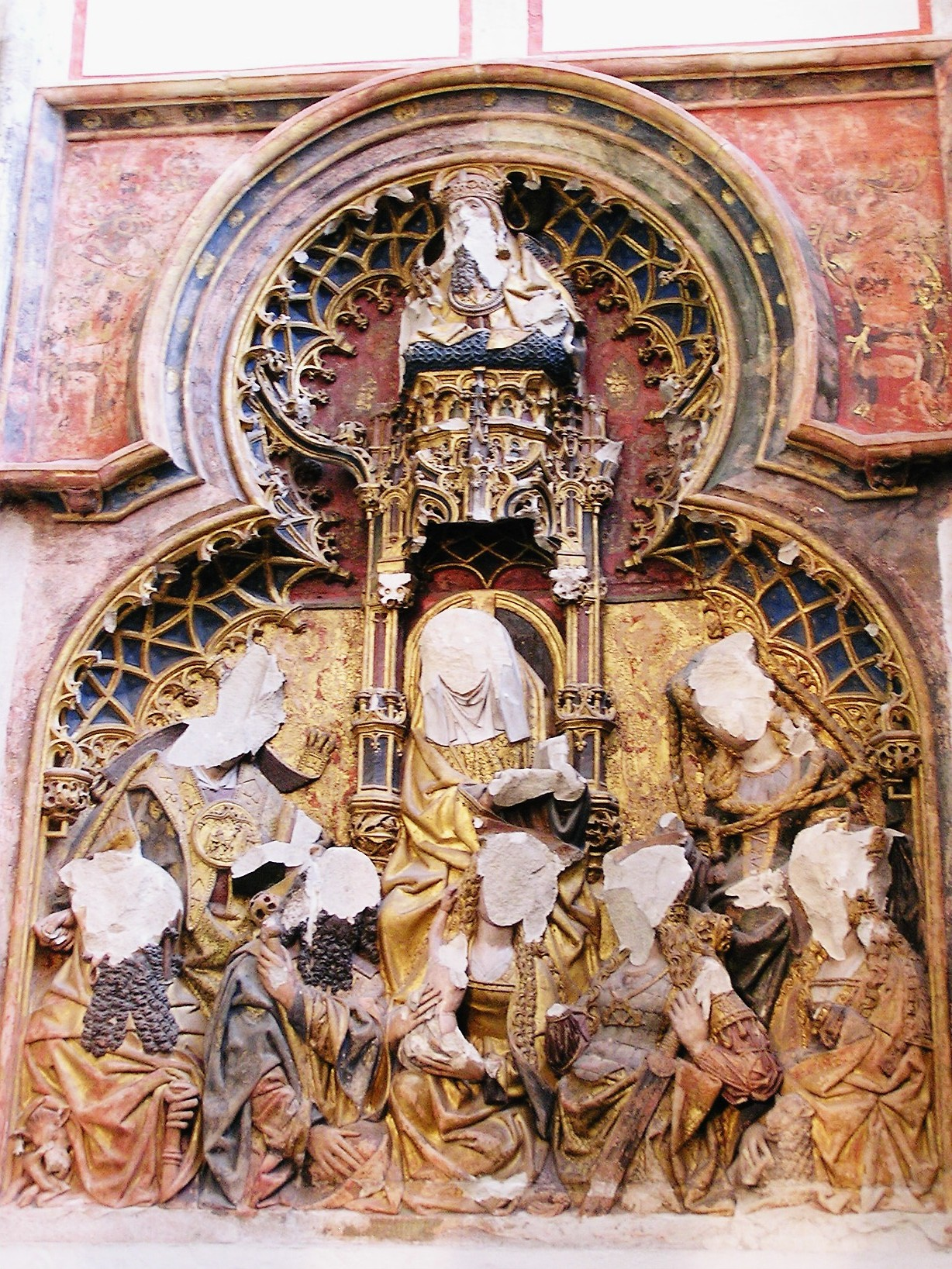
Кафедральный собор Утрехта. Скульптуры святых, разрушенные в ходе иконоборческого восстания 1566 года в Нидерландах.

Иконобо́рчество (иконокла́зм) от др.-греч. εἰκών «изображение» и др.-греч. κλάσμα «разрушение» — социальное, культурное, политическое или религиозное представление о важности разрушения икон, прочих изображений, скульптур, сооружений или, в широком смысле, любых произведений искусства. В современном дискурсе иконоборчеством могут называть отдельные акты вандализма в отношении предметов культуры (например, обезглавливание статуи Маргарет Тэтчер Паулем Келлером в 2002 году). Иконоборчество существует также как отдельная культурная практика, выражающая оппозицию эстетическому наследию предшествующих периодов. К политическим проявлениям иконоборчества относят такие инциденты, как разрушение башен Всемирного торгового центра в Нью-Йорке (2001), уничтожение бамианских статуй Будды талибами (2001), статуй Саддама Хусейна американскими солдатами в 2003 году.
В религиозном контексте иконоборчество чаще всего рассматривают как характерный для христианства феномен применительно к Византии и протестантской Реформации. В данном случае под «иконой» понимаются любого рода объекты, связанные с религиозными установлениями. Согласно ирландскому историку Имону Даффи, иконоборчество было «центральным таинством Реформы», квазиритуальным актом вычёркивания из памяти прошлых верований и практик, «таинством забывания». Аналогично Питер Гейл, описывая деятельность иконоборцев в Нидерландах, говорит о «нанесении раны тысячелетнему прошлому».
Иконоборчество может пониматься также в фигуральном смысле как критика или ниспровержение почтенных и распространённых представлений и верований, рассматриваемых как ошибочные или как предрассудки.
В силу существенных различий в исторических обстоятельствах, интенциях и методах иконоборчество является предметом многочисленных исследований.

## Иконоборчество в истории

### В Древнем мире
Начало исследованиям иконоборчества на Древнем Ближнем Востоке положил в 1980 году немецкий археолог Марк Брандес, обративший внимание на однотипные повреждения — отбитые носы и конечности — вотивных статуй раннединастического периода в Хафадже. В дальнейшем эти работы были продолжены другими исследователями.

### В античности и раннем христианстве

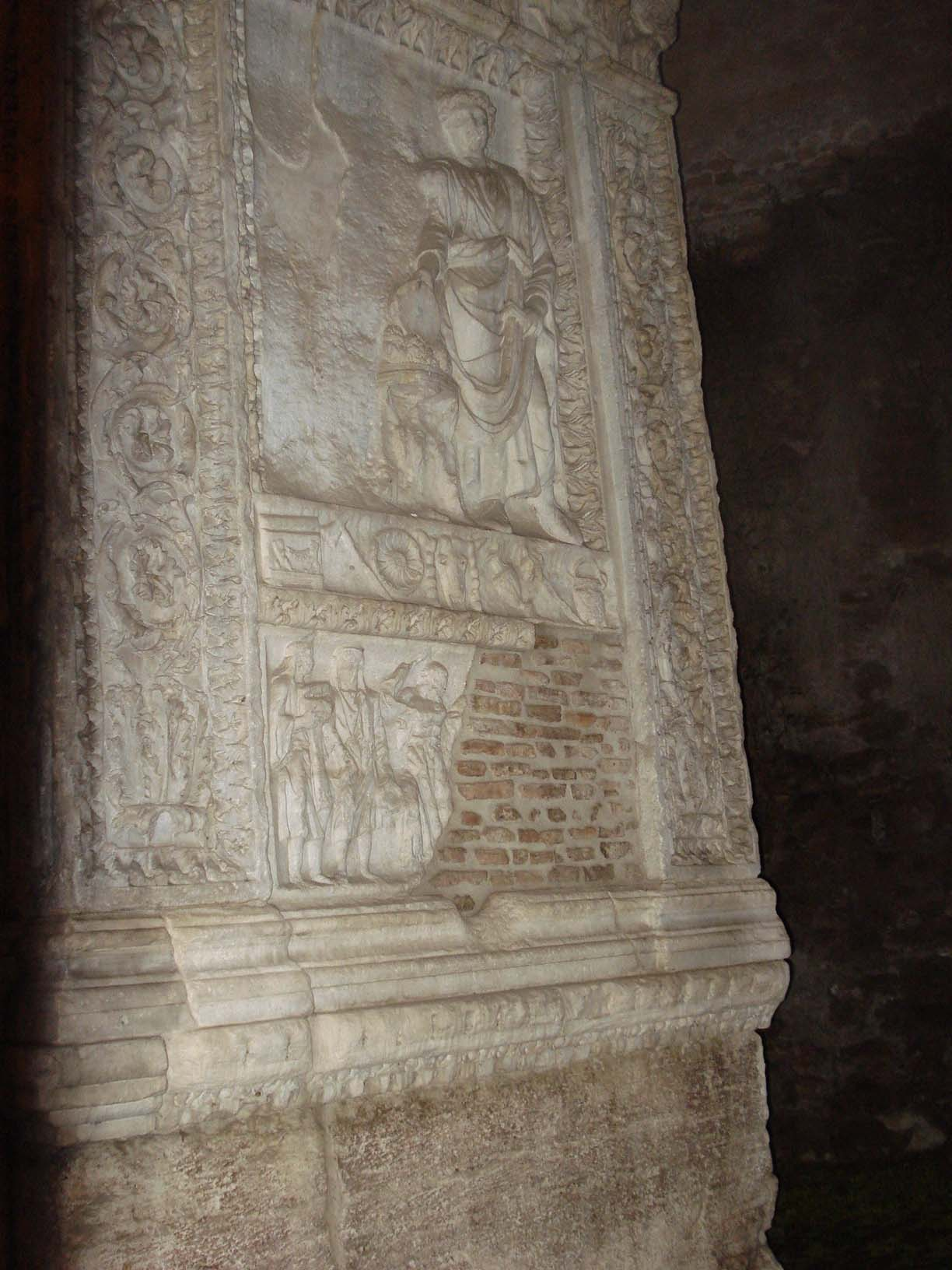
Императоры Каракалла и Гета на Арке аргентариев в Риме. Изображение Геты уничтожено

Несмотря на то, что в Древнем Риме и Древней Греции было создано множество прекрасных образцов визуального искусства, существовала и критика такой формы репрезентации. В Греции материальность скульптур осуждал Гераклит, а Ксенофану казалась смехотворной идея, что изображения богов напоминают смертных. Таким образом, критика относилась к тому, что материальная онтология изображений, их подверженность осквернению не соответствовала природе изображаемых ими сущностей. Также среди образованных греков существовало мнение, что духовное превосходит материальное, абстрактное — конкретное, воображаемое — визуальное. У римлян, кроме того, существовал страх, что красота предметов ослабит гражданскую и военную доблесть граждан.
Начиная со II века отношение христианства к изображениям становится сложным. Основой противоречий стали различные интерпретации второй заповеди (Исх. 20:4). Разрушение христианами языческих изображений и святилищ не носило систематического характера и не может быть во всех случаях отнесено к рассматриваемому явлению. Различен также и масштаб разрушений — от обезглавливания статуй до полного уничтожения. В отношении лиц повреждены чаще всего глаза. Возможно, такая агрессия имела целью устранить или уменьшить метафизическую силу или присутствие объекта. Обломки языческих памятников во множестве находят, например, на территории, относившейся к Римской Британии. Разрушение не всегда имеет характер полного уничтожения, и археологи отмечают черты отбора элементов разрушенных предметов с целью образования новых композиций. В Средиземноморском регионе нередки случаи переиспользования языческих храмов и придания изображениям других черт.
Бо́льший уровень разрушений в некоторых регионах, в частности в Восточном Средиземноморье, может указывать как на разницу в процессе распространения христианства, так и на различие в уровне технологий, распространённости долговечных материалов. В связи с этим поднимается вопрос о распространении термина «иконоборчество» на священные деревья и рощи, а также в целом на более широкий ряд символических объектов. Таким образом, применительно к зороастризму в Персии иконоборчество характеризуется через погашение священных огней.
К иконоборчеству в период поздней античности также относят damnatio memoriae — политически обусловленное устранение памяти о каком-либо лице. В рамках сопутствующих мероприятий память о человеке устранялась путём уничтожения его изображений, посвящённых ему надписей и пр. Часто damnatio memoriae подвергались узурпаторы и тираны, но не только. В результате раскопок в Риме в 1887 году было обнаружено более 100 захоронений с уничтоженными эпитафиями и изображениями, предположительно принадлежащих солдатам XX легиона, который поддержал узурпаторов в III веке.

### Византия
Религиозное движение, направленное против почитания икон, в Византии существовало в VIII — начале IX века. Иконоборцы считали священные изображения идолами, а культ почитания икон — идолопоклонством, ссылаясь на ветхозаветные заповеди («не сотвори себе кумира и никакого изображения того, что на небе вверху… не поклоняйся им и не служи им» (Исх. 20:4-5)). Законами 726 и 730 годов император Лев III Исавр запретил почитание икон. Иконоборчество было запрещено Вторым Никейским собором 787 года, возобновилось в начале IX века и подверглось окончательному запрету в 843 году. За более чем столетие деятельности иконоборцев были уничтожены тысячи икон, а также мозаик, фресок, статуй святых и расписных алтарей во многих храмах.

## Иконоборчество в Западной церкви
О сколько-нибудь значимых спорах относительно культа изображений у франков до конца VIII века неизвестно. Имеющиеся описи предметов меровингского искусства содержат упоминания о многочисленных живописных произведениях, однако практически ни одно из них не сохранилось. Удовлетворительных объяснений этому явлению пока нет. Некоторые свидетельства хронистов могут указывать на противоречивое отношение к поклонению изображениям в первой половине VIII века. В целом для этого периода нет сведений ни о носимых изображениях, которые могли бы быть названы иконами, ни о клятвах на таких изображениях, ни о видениях верующих. Единственным исключением являются выполненные на низком художественном уровне миниатюры из Евангелия Гундохина (754).
Под 767 годом Анналы королевства франков сообщают, что «началось исследование о святой Троице и об изображениях святых, король Пипин собрал совет в поместье Жантильи [и] по поводу этого исследования провёл синод». В составленных в разное время версиях Анналов это сообщение несколько отличается: в другой редакции, датируемой примерно 790 годом, говорится, что Пипин созвал «великий синод», а не «совет». Это изменение в представлении о статусе данного собрания произошло в конце царствования Карла Великого (768—814), когда спор об изображениях был в разгаре. Подробности об этом соборе и об упомянутом тут же «исследовании о Троице» неизвестны, исследователи связывают эти события с франко-византийскими отношениями того времени, сосредоточенными вокруг возможного заключения брачного союза между двумя дворами. В конечном счёте союз не был заключен, возможно, в связи с противодействием со стороны папства, опасавшегося за свои владения в Италии, которые могли оказаться под угрозой, если бы такой союз был заключен.
На Римском соборе 769 года, в котором приняли участие 12 франкских епископов, вопрос об изображениях не был основным, однако по политическим соображениям папе Стефану III (768—772) было важно предотвратить сближение Византии и государства франков. В связи с этим необходимо было показать, что иконоборческая политика византийских императоров того времени является еретической. По инициативе франков вопрос об изображениях был рассмотрен, и решением собора иконоборчество было осуждено, а Иконоборческий собор 754 года анафематствован.
В 825 году Людовик Благочестивый собрал с разрешения папы в Париже собор епископов и богословов, на котором вновь были осуждены постановления Второго Никейского собора. Парижский собор осудил как иконоборцев, так и иконопоклонников. Собор, по мнению которого, совершать поклонение (др.-греч. λατρεία) подобает одному Богу, запретил поклонение иконам, разрешив их почитание (лат. veneratio); неверно иконы приравнивать ко святому Кресту; иконы присутствуют не для поклонения, a для воспоминания благочестивой любви (лат. pro amoris pii memoria), являются украшением, a для невежд — научением, при таком отношении к ним они не вредят вере. На Парижском соборе, после тщательного рассмотрения, было решено, что изображения разрешаются, но они не важны для веры или богослужения. Было подтверждено прежнее решение, что не следует ни разрушать изображения, ни поклоняться им.
На Константинопольском соборе 869—870 годов папские легаты подтвердили определения Второго Никейского собора. В западной церкви поклонение иконам не получило признания в качестве общеобязательного догмата, но теоретические обоснования иконопочитания в западном богословии в целом соответствовали Второму Никейскому собору. Разрушение изображений связано с еретическими течениями, в частности катаров и лоллардов.

## В период Реформации
Основоположники Реформации высказывали различные мнения относительно изображений. Если Жан Кальвин, исходя из буквальной интерпретации Второй заповеди, требовал их удаления из церквей, то Мартин Лютер проводил различие между изображениями и их восприятием. Наиболее радикальные группы иконоборцев действовали в южных областях Германии и Швейцарии. Одно из наиболее масштабных иконоборческих волнений произошло в Женеве, заметной была иконоборческая активность Ульриха Цвингли в Цюрихе. С иконоборческого восстания в 1566 году, в ходе которого уничтожались иконы и статуи святых в католических храмах и монастырях, началась революция в Нидерландах. Действия протестующих включали разрушение не только изображений и скульптур в церквях, но и прочих культовых объектов (канделябров, монстранций).
В Англии иконоборческие инциденты отмечались уже начиная с 1520-х годов. В 10 статьях, принятых Церковью Англии в июле 1536 года, разрешалось использование изображений как «напоминание о небесных вещах». Однако уже в августе отношение к ним стало более критичным, что обосновывалось защитой изображений от оскорблений и опасностью восприятия их как идолов. В 1537 году против изображений выступил Томас Кранмер, несколько лет спустя его поддержал Томас Кромвель. После падения Кромвеля в 1540 году ход реформы замедлился, но с восшествием на престол Эдуарда VI кампания против изображений стала проводиться с ещё большим рвением. В 1547 году был принят акт об уничтожении всех оскорбительных изображений, под которыми понимались относящиеся к поддельным чудесам, паломничествам, идолопоклонничеству и предрассудкам. Дальнейшие законы только расширили этот перечень. Некоторые радикальные епископы приказывали разрушать алтари в своих диоцезах. C возвращением в Англию протестантов, изгнанных при королеве Марии, влияние реформатских церквей Швейцарии, а вместе с ним направленность против изображений, усилились.
К пуританскому иконоборчеству относят также осуждение и борьбу с театром в конце XVI—XVII веках.

## Отрицание икон в других религиозных течениях
- Деисты
- Богомилы — движение в христианстве X—XV веков.
- Толстовцы
- Молокане
- Свидетели Иеговы
- Ислам — в Коране полностью запрещается использование изображений Бога.
- Иудаизм
- Ересь жидовствующих
- Субботники

## В Африке
Понятие иконоборчества распространяют также на культурные процессы в Африке. Таким образом характеризуют уничтожение священных деревьев народа бага в Гвинее в 1956—1957 годах. Мусульманский священник (мурабит) Асеку Сайон (Asekou Sayon) и его ученик Абдулайе Камара (Abdoulaye Camara) начали кампанию по разрушению традиционной религии и по обращению бага в ислам. Действуя в нескольких деревнях при поддержке местной молодёжи, срубали священные рощи и разрушали предметы культа бага (маски, скульптуры). Дополнительный урон культуре бага был нанесён после обретения страной независимости, когда президент Секу Туре провозгласил свою «программу демистификации». В попытках обретения новой национальной идентичности традиционные религиозные практики были объявлены незаконными, а их публичное отправление запрещено.

## Иконоборчество и вандализм
Согласно определению немецкого историка Александра Демандта, вандализмом является существенное повреждение или разрушение символической структуры или объекта против воли его владельца или властей, в качестве акта творчества, презрения или того и другого. В такой постановке вандализм можно рассматривать как светскую форму иконоборчества. Этимологически связанное с германским племенем вандалов, в своём нынешнем значении оно впервые было употреблено в 1794 году во время Французской революции епископом Анри Грегуаром для описания действий, совершаемых революционной армией.
В плане разрушения предметов искусства иконоборчество, как правило, считается разновидностью табу, а сами иконоборцы стигматизируются как невежды, не понимающие смысла совершаемых ими действий.